# Nesoudělná čísla
Nesoudělná čísla jsou v matematice taková celá čísla, která mají pouze jednoho kladného společného dělitele – číslo 1. Ke zjištění nesoudělnosti lze využít například Eukleidova algoritmu nebo faktorizaci.

## Definice
Dvě přirozená čísla jsou nesoudělná, mají-li společného dělitele pouze číslo {\displaystyle 1}.
Číslo {\displaystyle 1} je nesoudělné s libovolným celým číslem. Formálně {\displaystyle \forall x\in \mathbb {Z} :\operatorname {NSD} (1,x)=1}. Naopak, číslo 0 je soudělné se všemi celými čísly krom {\displaystyle 1} a -{\displaystyle 1}. Platí totiž {\displaystyle \forall x\in \mathbb {Z} ,x\neq 0:\operatorname {NSD} (0,x)=|x|}. (Pro 2 nuly jsou společnými děliteli všechna {\displaystyle n\in \mathbb {N} }.)

## Příklady
Příklad1: Společný dělitel čísel: {\displaystyle 15} a {\displaystyle 16}
- dělitele čísla {\displaystyle 15:1,3,5,15}

- dělitele čísla {\displaystyle 16:1,2,4,8,16;NSD(15,16)=1;} (čísla {\displaystyle 15} a {\displaystyle 16} mají největšího společného dělitele číslo {\displaystyle 1})

Soudělná čísla jsou čísla, která mají více než jednoho společného dělitele.
Příklad2: Společné dělitele čísel {\displaystyle 8} a {\displaystyle 36}
- dělitele čísla {\displaystyle 8:1,2,4,8}
- dělitele čísla {\displaystyle 36:1,2,3,4,6,9,12,18,36}

{\displaystyle NSD(8,36)=4;} (čísla {\displaystyle 8} a {\displaystyle 36} mají největšího společného dělitele číslo {\displaystyle 4})
Příklad3: Výpočet {\displaystyle NSN}({\displaystyle 140,72}) s použití Euklidova algoritmu – používá se většinou u velkých čísel, výpočet je jednodušší.
{\displaystyle NSN={\frac {140.72}{NSD(140,72)}}} ;
{\displaystyle NSD(140,72)=4}
{\displaystyle 140=1.72+68}
{\displaystyle 72=1.68+4}
{\displaystyle 4=2.2+0}
{\displaystyle NSN={\frac {140.72}{4}}=140.13=2520} – nejmenší společný násobek